# Depala vas
Depala vas – wieś w Słowenii, w gminie Domžale. W 2018 roku liczyła 503 mieszkańców.